# Gelugor
Gelugor est une partie de l'ile de Penang en Malaisie. Elle n'a pas de statut de ville, est fait fonction de zone résidentielle, au sud de George Town. Elle a été développée dans les années 1970 et 1980.

## Population
Environ 120 000 habitants

## Économie
- Universiti Sains Malaysia, université des sciences de Malaisie.
- Industries de composants